# أتي
آتي مدينة في وسط تشاد تقع غرب مدينة أم هاجر بحوالي 120 كم، 278 ميل شرق نجامينا. وعدد سكانها نحو 17,727 نسمة (عام 1993). وهي إحدى المدن الهامة بتشاد، تقع في منتصف الطريق البري الذي يصل شرق تشاد عند مدينة أدري بغربها عند مدينة نجامينا (العاصمة) وبطول حوالي 700 كم، وقد دخل الإسلام تشاد منذ القرن الأول الهجري مع التجار العرب والبربر من شمال أفريقيا، وأخذ ينتشر بها مدناً وقرى حتى أصبح الديانة الأولى هناك.
والمدينة من المدن التجارية الهامة و خاصة في منتجات القطن والملح وبعض الصناعات اليدوية.